# آرشاویر قازاریان
آرشاویر ملیکستی قازاریان (ارمنی: Արշավիր Մելիքսեթի Ղազարյան؛  زادهٔ ۲۵ سپتامبر ۱۹۱۴ - درگذشته ۷ نوامبر ۱۹۹۵) بازیگر تئاتر و نمایش‌نامه‌نویس اهل ارمنستان بود.

## زندگی‌نامه
وی در ۲۵ سپتامبر ۱۹۱۴ در آغاونادزور به دنیا آمد . از سال ۱۹۴۸ عضو حزب کمونیست اتحاد شوروی بود. در جنگ بزرگ میهنی شرکت نمود. وی همچنین برنده جوایزی همچون هنرمند مردمی ارمنستان شوروی (۱۹۵۵) شد. وی در ۷ نوامبر ۱۹۹۵ در سن ۸۱ سالگی در ایروان درگذشت.